# Квалификације за Европско првенство у кошарци 2013.
Квалификације за Европско првенство у кошарци 2013. ће се одржати у другој половини 2012.

## Квалификовани тимови
Осам екипа се већ квалификовало на Европско првенство у кошарци 2013. пре почетка квалификација. Преосталих 16 тимова ће се пласирати кроз квалификације.
Квалификовани као домаћини:
- Словенија

Квалификовани као учесници Олимпијских игара
- Француска
- Велика Британија
- Шпанија
- Литванија
- Русија

Квалификовани као учесници квалификационог турнира за Олимппијске игре
- Грчка
- Македонија

Квалификовани кроз квалификације
- Белгија
- Босна и Херцеговина
- Хрватска
- Чешка
- Финска
- Грузија
- Немачка
- Италија
- Израел
- Летонија
- Црна Гора
- Пољска
- Србија
- Шведска
- Турска
- Украјина

## Формат квалификација
31 тим су подељени у 5 група са 5 тимова и једну групу са 6 екипа. Две првопласиране екипе из сваке групе и 4 најбоље другопласиране екише ће се квалификовати за Европско првенство у кошарци 2013.
Утакмице су игране од 15. августа до 11. септембра 2012.

### Шешири за жребање
| Шешир 1                                                   | Шешир 2                                                                 | Шешир 3                                                             | Шешир 4                                                             | Шешир 5                                                            | Шешир 6 |
| --------------------------------------------------------- | ----------------------------------------------------------------------- | ------------------------------------------------------------------- | ------------------------------------------------------------------- | ------------------------------------------------------------------ | ------- |
| Србија · Турска · Немачка · Финска · Грузија · Хрватска · | Украјина · Бугарска · Пољска · Босна и Херцеговина · Израел · Италија · | Црна Гора · Летонија · Белгија · Португалија · Мађарска · Шведска · | Чешка · Естонија · Холандија · Швајцарска · Аустрија · Азербејџан · | Белорусија · Словачка · Румунија · Албанија · Луксембург · Кипар · | Исланд  |

## Квалификације
Жребање је одржано 4. децембра 2011. у немачком граду Фрајзингу.
| Група А                                                      | Група Б                                                  | Група Ц                                             | Група Д                                                           | Група Е                                             | Група Ф                                               |
| ------------------------------------------------------------ | -------------------------------------------------------- | --------------------------------------------------- | ----------------------------------------------------------------- | --------------------------------------------------- | ----------------------------------------------------- |
| Србија · Израел · Црна Гора · Естонија · Словачка · Исланд · | Немачка · Бугарска · Шведска · Азербејџан · Луксембург · | Хрватска · Украјина · Мађарска · Аустрија · Кипар · | Грузија · Босна и Херцеговина · Летонија · Холандија · Румунија · | Финска · Пољска · Белгија · Швајцарска · Албанија · | Турска · Италија · Португалија · Чешка · Белорусија · |

### Група А
Све сатнице су дате по локалном времену
| 14. август 2012. 20:00 | Извештај | Исланд                                                            | 78 : 91 | Србија                          | Лаугардалсхол, Рејкјавик Гледаоци: 1.670 |  |
| 14. август 2012. 20:00 | Извештај | Четвртине: 19:24, 10:23, 20:19, 29:25                             |         |                                 | Лаугардалсхол, Рејкјавик Гледаоци: 1.670 |  |
| 14. август 2012. 20:00 | Извештај | Поени: Стефансон 21 Скокови: Берингсон 8 Асистенције: Стефансон 6 |         | Савановић 19 Мачван 9 Недовић 5 | Лаугардалсхол, Рејкјавик Гледаоци: 1.670 |  |

| 15. август 2012. 18:00 | Извештај | Црна Гора                                                                              | 75 : 69 | Израел                        | Спортски центар Морача, Подгорица Гледаоци: 3.800 |  |
| 15. август 2012. 18:00 | Извештај | Четвртине: 17:20, 20:14, 11:22, 27:13                                                  |         |                               | Спортски центар Морача, Подгорица Гледаоци: 3.800 |  |
| 15. август 2012. 18:00 | Извештај | Поени: Су. Шеховић, Рочести, Секулић 12 Скокови: Су. Шеховић 11 Асистенције: Рочести 5 |         | Елијаху 22 Охајон 10 Охајон 4 | Спортски центар Морача, Подгорица Гледаоци: 3.800 |  |

| 15. август 2012. 20:30 | Извештај | Естонија                                             | 95 : 74 | Словачка                           | Саку Сурхал арена, Талин Гледаоци: 3.500 |  |
| 15. август 2012. 20:30 | Извештај | Четвртине: 27:20, 24:22, 24:18, 20:14                |         |                                    | Саку Сурхал арена, Талин Гледаоци: 3.500 |  |
| 15. август 2012. 20:30 | Извештај | Поени: Талтс 16 Скокови: Талтс 11 Асистенције: Сок 7 |         | Војтек 13 Пандула 5 Гавел, Нубер 3 | Саку Сурхал арена, Талин Гледаоци: 3.500 |  |

| 18. август 2012. 18:00 | Извештај | Словачка                                              | 75 : 81 | Исланд                                    | Градска спортска хала, Љевице Гледаоци: 700 |  |
| 18. август 2012. 18:00 | Извештај | Четвртине: 17–21, 19–23, 23–10, 16–27                 |         |                                           | Градска спортска хала, Љевице Гледаоци: 700 |  |
| 18. август 2012. 18:00 | Извештај | Поени: Гавел 31 Скокови: Видо 10 Асистенције: Марко 5 |         | Стефансон 28 Берингсон 11 четири играча 3 | Градска спортска хала, Љевице Гледаоци: 700 |  |

| 18. август 2012. 20:30 | Извештај | Србија                                                       | 71 : 73 | Црна Гора                               | Београдска арена, Београд Гледаоци: 18.150 |  |
| 18. август 2012. 20:30 | Извештај | Четвртине: 23–15, 12–20, 20–17, 16–21                        |         |                                         | Београдска арена, Београд Гледаоци: 18.150 |  |
| 18. август 2012. 20:30 | Извештај | Поени: Теодосић 21 Скокови: Мачван 5 Асистенције: Теодосић 5 |         | Су. Шеховић 17 Су. Шеховић 10 Рочести 3 | Београдска арена, Београд Гледаоци: 18.150 |  |

| 18. август 2012. 21:00 | Извештај | Израел                                                  | 86 : 88 | Естонија                | Бет Макаби, Ришон Лецион Гледаоци: 2.200 |  |
| 18. август 2012. 21:00 | Извештај | Четвртине: 25–12, 15–15, 18–25, 17–23, 11–13            |         |                         | Бет Макаби, Ришон Лецион Гледаоци: 2.200 |  |
| 18. август 2012. 21:00 | Извештај | Поени: Каспи 23 Скокови: Охајон 9 Асистенције: Охајон 7 |         | Кангур 21 Вене 10 Сок 6 | Бет Макаби, Ришон Лецион Гледаоци: 2.200 |  |

| 21. август 2012. 18:00 | Извештај | Словачка                                             | 71 : 93 | Србија                           | Градска спортска хала, Љевице Гледаоци: 1.600 |  |
| 21. август 2012. 18:00 | Извештај | Четвртине: 24-26, 15-30, 13-23, 19-14                |         |                                  | Градска спортска хала, Љевице Гледаоци: 1.600 |  |
| 21. август 2012. 18:00 | Извештај | Поени: Гавел 26 Скокови: Видо 4 Асистенције: Гавел 7 |         | Теодосић 15 Бјелица 9 Теодосић 7 | Градска спортска хала, Љевице Гледаоци: 1.600 |  |

| 21. август 2012. 19:15 | Извештај | Исланд                                                          | 83 : 110 | Израел                             | Лаугардалсхел, Рејкјавик Гледаоци: 1.570 |  |
| 21. август 2012. 19:15 | Извештај | Четвртине: 19-29, 17-21, 15-30, 32-30                           |          |                                    | Лаугардалсхел, Рејкјавик Гледаоци: 1.570 |  |
| 21. август 2012. 19:15 | Извештај | Поени: Палсон 19 Скокови: Баерингсон 8 Асистенције: Стефансон 6 |          | Лимонад, Каспи 17 Тајус 9 Охајон 6 | Лаугардалсхел, Рејкјавик Гледаоци: 1.570 |  |

| 21. август 2012. 20:30 | Извештај | Естонија                                                     | 64 : 77 | Црна Гора                                | Саку Сурхал арена, Талин Гледаоци: 6.000 |  |
| 21. август 2012. 20:30 | Извештај | Четвртине: 9-17, 14-16, 17-21, 24-23                         |         |                                          | Саку Сурхал арена, Талин Гледаоци: 6.000 |  |
| 21. август 2012. 20:30 | Извештај | Поени: Дорбек 16 Скокови: четири играча 4 Асистенције: Сок 6 |         | Су. Шеховић 22 Дубљевић 11 Се. Шеховић 3 | Саку Сурхал арена, Талин Гледаоци: 6.000 |  |

| 24. август 2012. 18:00 | Извештај | Словачка                                             | 64 : 82 | Израел                      | Градска спортска хала, Љевице Гледаоци: 1.000 |  |
| 24. август 2012. 18:00 | Извештај | Четвртине: 20-27, 15-20, 12-22, 17-13                |         |                             | Градска спортска хала, Љевице Гледаоци: 1.000 |  |
| 24. август 2012. 18:00 | Извештај | Поени: Гавел 22 Скокови: Видо 6 Асистенције: Гавел 6 |         | Тајус 18 Тајус 7 Халперин 6 | Градска спортска хала, Љевице Гледаоци: 1.000 |  |

| 24. август 2012. 20:30 | Извештај | Црна Гора                                                           | 85 : 67 | Исланд                                             | Спортски центар Никшић, Никшић Гледаоци: 4.200 |  |
| 24. август 2012. 20:30 | Извештај | Четвртине: 26-15, 22-17, 12-13, 25-22                               |         |                                                    | Спортски центар Никшић, Никшић Гледаоци: 4.200 |  |
| 24. август 2012. 20:30 | Извештај | Поени: Дубљевић 16 Скокови: Секулић 9 Асистенције: Рочести, Дашић 6 |         | Баерингсон 19 Баерингсон 6 Баерингсон, Стефансон 3 | Спортски центар Никшић, Никшић Гледаоци: 4.200 |  |

| 24. август 2012. 20:30 | Извештај | Србија                                                              | 88 : 63 | Естонија               | СПЕНС, Нови Сад Гледаоци: 7.250 |  |
| 24. август 2012. 20:30 | Извештај | Четвртине: 26-15, 24-13, 20-13, 18-22                               |         |                        | СПЕНС, Нови Сад Гледаоци: 7.250 |  |
| 24. август 2012. 20:30 | Извештај | Поени: Крстић, Теодосић 12 Скокови: Кешељ 8 Асистенције: Теодосић 5 |         | Халик 11 Талтс 8 Сок 4 | СПЕНС, Нови Сад Гледаоци: 7.250 |  |

| 27. август 2012. 18:00 | Извештај | Словачка                                                        | 81 : 94 | Црна Гора                            | Градска спортска хала, Љевице Гледаоци: 900 |  |
| 27. август 2012. 18:00 | Извештај | Четвртине: 20-23, 12-24, 24-23, 25-24                           |         |                                      | Градска спортска хала, Љевице Гледаоци: 900 |  |
| 27. август 2012. 18:00 | Извештај | Поени: Гавел 23 Скокови: Пандула, Батка 5 Асистенције: Гавел 10 |         | Су. Шеховић 16 Дубљевић 10 Рочести 5 | Градска спортска хала, Љевице Гледаоци: 900 |  |

| 27. август 2012. 19:15 | Извештај | Исланд                                                                         | 67 : 86 | Естонија               | Лаугардалсхел, Рејкјавик Гледаоци: 922 |  |
| 27. август 2012. 19:15 | Извештај | Четвртине: 15-25, 12-13, 15-28, 25-20                                          |         |                        | Лаугардалсхел, Рејкјавик Гледаоци: 922 |  |
| 27. август 2012. 19:15 | Извештај | Поени: Стефансон 19 Скокови: Баерингсон 8 Асистенције: Сигурдасон, Стефансон 3 |         | Кангур 26 Вене 9 Сок 8 | Лаугардалсхел, Рејкјавик Гледаоци: 922 |  |

| 28. август 2012. 20:30 | Извештај | Израел                                                     | 89 : 76 | Србија                                        | Нокија арена, Тел Авив Гледаоци: 9.000 |  |
| 28. август 2012. 20:30 | Извештај | Четвртине: 25-15, 23-23, 17-18, 24-20                      |         |                                               | Нокија арена, Тел Авив Гледаоци: 9.000 |  |
| 28. август 2012. 20:30 | Извештај | Поени: Каспи 23 Скокови: три играча 7 Асистенције: Каспи 4 |         | Теодосић, Ерцег 10 Ерцег, Мачван 5 Теодосић 4 | Нокија арена, Тел Авив Гледаоци: 9.000 |  |

| 30. август 2012. 18:00 | Извештај | Словачка                                                             | 70 : 84 | Естонија                 | Градска спортска хала, Љевице Гледаоци: 700 |  |
| 30. август 2012. 18:00 | Извештај | Четвртине: 15-21, 17-22, 21-18, 17-23                                |         |                          | Градска спортска хала, Љевице Гледаоци: 700 |  |
| 30. август 2012. 18:00 | Извештај | Поени: Гавел 35 Скокови: Пандула, Сикора 8 Асистенције: три играча 3 |         | Вене 16 Талтс 16 Талтс 4 | Градска спортска хала, Љевице Гледаоци: 700 |  |

| 30. август 2012. 20:30 | Извештај | Србија                                                                   | 114 : 58 | Исланд                                   | Спортски центар Чаир, Ниш Гледаоци: 4.560 |  |
| 30. август 2012. 20:30 | Извештај | Четвртине: 25-12, 31-17, 18-20, 30-9                                     |          |                                          | Спортски центар Чаир, Ниш Гледаоци: 4.560 |  |
| 30. август 2012. 20:30 | Извештај | Поени: Крстић 15 Скокови: четири играча 6 Асистенције: Тепић, Теодосић 5 |          | Сигурдарсон 14 Баерингсон 9 Баерингсон 4 | Спортски центар Чаир, Ниш Гледаоци: 4.560 |  |

| 30. август 2012. 20:30 | Извештај | Израел                                                  | 76 : 81 | Црна Гора                    | Нокија арена, Тел Авив Гледаоци: 10.000 |  |
| 30. август 2012. 20:30 | Извештај | Четвртине: 12-17, 25-14, 24-27, 15-23                   |         |                              | Нокија арена, Тел Авив Гледаоци: 10.000 |  |
| 30. август 2012. 20:30 | Извештај | Поени: Каспи 20 Скокови: Охајон 7 Асистенције: Охајон 8 |         | Дашић 20 Дубљевић 10 Дашић 5 | Нокија арена, Тел Авив Гледаоци: 10.000 |  |

| 2. септембар 2012. 15:45 | Извештај | Исланд                                                                | 84 : 86 | Словачка                         | Лаугардалсхел, Рејкјавик Гледаоци: 700 |  |
| 2. септембар 2012. 15:45 | Извештај | Четвртине: 25-18, 22-31, 13-13, 24-24                                 |         |                                  | Лаугардалсхел, Рејкјавик Гледаоци: 700 |  |
| 2. септембар 2012. 15:45 | Извештај | Поени: Баерингсон 21 Скокови: Баерингсон 12 Асистенције: Баерингсон 5 |         | Гавел 35 Сикора, Нубер 7 Гавел 6 | Лаугардалсхел, Рејкјавик Гледаоци: 700 |  |

| 2. септембар 2012. 20:00 | Извештај | Естонија                                             | 53 : 84 | Израел                       | Саку Сурхал арена, Талин Гледаоци: 6.950 |  |
| 2. септембар 2012. 20:00 | Извештај | Четвртине: 13-21, 17-19, 10-19, 13-25                |         |                              | Саку Сурхал арена, Талин Гледаоци: 6.950 |  |
| 2. септембар 2012. 20:00 | Извештај | Поени: Талтс 14 Скокови: Талтс 10 Асистенције: Сок 4 |         | Каспи 26 Елијаху 11 Охајон 7 | Саку Сурхал арена, Талин Гледаоци: 6.950 |  |

| 2. септембар 2012. 20:30 | Извештај | Црна Гора                                                       | 72 : 62 | Србија                           | Спортски центар Морача, Подгорица Гледаоци: 4.500 |  |
| 2. септембар 2012. 20:30 | Извештај | Четвртине: 11-17, 21-12, 19-18, 21-15                           |         |                                  | Спортски центар Морача, Подгорица Гледаоци: 4.500 |  |
| 2. септембар 2012. 20:30 | Извештај | Поени: Се. Шеховић 20 Скокови: Поповић 8 Асистенције: Рочести 5 |         | Теодосић 13 Бјелица 9 Теодосић 6 | Спортски центар Морача, Подгорица Гледаоци: 4.500 |  |

| 5. септембар 2012. 20:30 | Извештај | Израел                                                     | 92 : 75 | Исланд                                           | Нокија арена, Тел Авив Гледаоци: 4.000 |  |
| 5. септембар 2012. 20:30 | Извештај | Четвртине: 17-20, 25-18, 25-18, 25-19                      |         |                                                  | Нокија арена, Тел Авив Гледаоци: 4.000 |  |
| 5. септембар 2012. 20:30 | Извештај | Поени: Каспи 22 Скокови: Елијаху 11 Асистенције: Елијаху 5 |         | Јакоб Сигурдарсон 21 Баерингсон 11 Ермолинскиј 7 | Нокија арена, Тел Авив Гледаоци: 4.000 |  |

| 5. септембар 2012. 20:30 | Извештај | Србија                                                        | 87 : 62 | Словачка                        | Кристална дворана, Зрењанин Гледаоци: 3.100 |  |
| 5. септембар 2012. 20:30 | Извештај | Четвртине: 22-10, 20-15, 23-19, 22-18                         |         |                                 | Кристална дворана, Зрењанин Гледаоци: 3.100 |  |
| 5. септембар 2012. 20:30 | Извештај | Поени: Недовић 20 Скокови: Штимац 9 Асистенције: три играча 4 |         | Билик 16 Видо, Сикора 5 Нубер 5 | Кристална дворана, Зрењанин Гледаоци: 3.100 |  |

| 5. септембар 2012. 20:30 | Извештај | Црна Гора                                                            | 76 : 67 | Естонија                   | Спортски центар Морача, Подгорица Гледаоци: 4.100 |  |
| 5. септембар 2012. 20:30 | Извештај | Четвртине: 24-15, 13-12, 19-22, 20-18                                |         |                            | Спортски центар Морача, Подгорица Гледаоци: 4.100 |  |
| 5. септембар 2012. 20:30 | Извештај | Поени: Дашић 14 Скокови: Секулић, Дашић 8 Асистенције: Су. Шеховић 3 |         | Арбел 12 Кангур 8 Кангур 5 | Спортски центар Морача, Подгорица Гледаоци: 4.100 |  |

| 8. септембар 2012. 15:45 | Извештај | Исланд                                                              | 92 : 101 | Црна Гора                   | Лаугардалсхел, Рејкјавик Гледаоци: 650 |  |
| 8. септембар 2012. 15:45 | Извештај | Четвртине: 23-19, 38-20, 15-30, 16-32                               |          |                             | Лаугардалсхел, Рејкјавик Гледаоци: 650 |  |
| 8. септембар 2012. 15:45 | Извештај | Поени: Стефансон 32 Скокови: Баерингсон 9 Асистенције: три играча 5 |          | Дашић 38 Дашић 14 Рочести 5 | Лаугардалсхел, Рејкјавик Гледаоци: 650 |  |

| 8. септембар 2012. 20:30 | Извештај | Естонија                                             | 88 : 81 | Србија                        | Саку Сурхал арена, Талин Гледаоци: 4.800 |  |
| 8. септембар 2012. 20:30 | Извештај | Четвртине: 16-22, 25-21, 22-20, 25-18                |         |                               | Саку Сурхал арена, Талин Гледаоци: 4.800 |  |
| 8. септембар 2012. 20:30 | Извештај | Поени: Кангур 19 Скокови: Вене 10 Асистенције: Сок 8 |         | Крстић 20 Крстић 9 Теодосић 2 | Саку Сурхал арена, Талин Гледаоци: 4.800 |  |

| 8. септембар 2012. 21:00 | Извештај | Израел                                                      | 106 : 73 | Словачка                          | Нокија арена, Тел Авив Гледаоци: 7.000 |  |
| 8. септембар 2012. 21:00 | Извештај | Четвртине: 23-19, 26-23, 32-8, 25-23                        |          |                                   | Нокија арена, Тел Авив Гледаоци: 7.000 |  |
| 8. септембар 2012. 21:00 | Извештај | Поени: Елијаху 18 Скокови: Тајус 11 Асистенције: Елијаху 12 |          | Војтек 17 Војтек, Мрвис 4 Нубер 7 | Нокија арена, Тел Авив Гледаоци: 7.000 |  |

| 11. септембар 2012. 20:30 | Извештај | Црна Гора                                                      | 80 : 48 | Словачка                   | Спортски центар Морача, Подгорица Гледаоци: 3.200 |  |
| 11. септембар 2012. 20:30 | Извештај | Четвртине: 27-6, 17-14, 22-17, 14-10                           |         |                            | Спортски центар Морача, Подгорица Гледаоци: 3.200 |  |
| 11. септембар 2012. 20:30 | Извештај | Поени: Дубљевић 25 Скокови: Дубљевић 12 Асистенције: Рочести 7 |         | Пандула 11 Батка 5 Нубер 3 | Спортски центар Морача, Подгорица Гледаоци: 3.200 |  |

| 11. септембар 2012. 20:30 | Извештај | Србија                                                    | 83 : 67 | Израел                             | Хала Пионир, Београд Гледаоци: 6.150 |  |
| 11. септембар 2012. 20:30 | Извештај | Четвртине: 28-14, 23-17, 12-16, 20-20                     |         |                                    | Хала Пионир, Београд Гледаоци: 6.150 |  |
| 11. септембар 2012. 20:30 | Извештај | Поени: Тепић 16 Скокови: Крстић 7 Асистенције: Теодосић 7 |         | Каспи 20 Козикаро, Каспи 4 Каспи 4 | Хала Пионир, Београд Гледаоци: 6.150 |  |

| 11. септембар 2012. 20:30 | Извештај | Естонија                                               | 80 : 58 | Исланд                                             | Саку Сурхал арена, Талин Гледаоци: 4.500 |  |
| 11. септембар 2012. 20:30 | Извештај | Четвртине: 24-22, 23-10, 15-11, 18-15                  |         |                                                    | Саку Сурхал арена, Талин Гледаоци: 4.500 |  |
| 11. септембар 2012. 20:30 | Извештај | Поени: Вене 23 Скокови: Талтс 11 Асистенције: Кангур 5 |         | Стефансон 13 Баерингсон 10 Баерингсон, Стефансон 2 | Саку Сурхал арена, Талин Гледаоци: 4.500 |  |

| Табела групе А | ОУ | П  | ПО | КД  | КП  | КР   | Бод | Тај-брејк |
| -------------- | -- | -- | -- | --- | --- | ---- | --- | --------- |
| Црна Гора      | 10 | 10 | 0  | 814 | 697 | +117 | 20  |           |
| Израел         | 10 | 6  | 4  | 861 | 751 | +90  | 16  | 2-2 (+26) |
| Србија         | 10 | 6  | 4  | 846 | 721 | +125 | 16  | 2-2 (+21) |
| Естонија       | 10 | 6  | 4  | 768 | 761 | +7   | 16  | 2-2 (-47) |
| Исланд         | 10 | 1  | 9  | 743 | 920 | −177 | 11  | 1-1 (+4)  |
| Словачка       | 10 | 1  | 9  | 704 | 886 | −182 | 11  | 1-1 (-4)  |

### Група Б
Све сатнице су дате по локалном времену
| 15. август 2012 17:00 | Извештај | Луксембург                                                | 78 : 101 | Азербејџан                       | д'Кок, Луксембург Гледаоци: 500 |  |
| 15. август 2012 17:00 | Извештај | Четвртине: 17-31, 24-28, 25-27, 12-15                     |          |                                  | д'Кок, Луксембург Гледаоци: 500 |  |
| 15. август 2012 17:00 | Извештај | Поени: Пикард 28 Скокови: Пикард 6 Асистенције: Шумахер 3 |          | Пашајев 21 Ридин 10 Нифталијев 4 | д'Кок, Луксембург Гледаоци: 500 |  |

| 15. август 2012 18:00 | Извештај | Бугарска                                                    | 78 : 73 | Шведска                                 | Хала Универзијада, Софија Гледаоци: 1.000 |  |
| 15. август 2012 18:00 | Извештај | Четвртине: 21-19, 23-21, 16-17, 18-16                       |         |                                         | Хала Универзијада, Софија Гледаоци: 1.000 |  |
| 15. август 2012 18:00 | Извештај | Поени: Костов 13 Скокови: Николов 10 Асистенције: Виденов 5 |         | Јеребко 26 Кјелбом, Марокер 6 Јеребко 6 | Хала Универзијада, Софија Гледаоци: 1.000 |  |

| 18. август 2012 19:00 | Извештај | Немачка                                                            | 101 : 53 | Луксембург                      | ЕНЕРВИЕ арена, Хаген Гледаоци: 2.566 |  |
| 18. август 2012 19:00 | Извештај | Четвртине: 25-10, 20-17, 25-22, 31-4                               |          |                                 | ЕНЕРВИЕ арена, Хаген Гледаоци: 2.566 |  |
| 18. август 2012 19:00 | Извештај | Поени: Бенцинг 17 Скокови: Плајс, Цирбес 8 Асистенције: Шафарцик 4 |          | Џоунс 19 Шумахер 6 три играча 2 | ЕНЕРВИЕ арена, Хаген Гледаоци: 2.566 |  |

| 18. август 2012 20:00 | Извештај | Азербејџан                                                   | 88 : 73 | Бугарска                                  | Спортски олимпијски центар Серхедчи, Баку Гледаоци: 2.000 |  |
| 18. август 2012 20:00 | Извештај | Четвртине: 26-14, 27-17, 23-21, 12-21                        |         |                                           | Спортски олимпијски центар Серхедчи, Баку Гледаоци: 2.000 |  |
| 18. август 2012 20:00 | Извештај | Поени: Дејвис 30 Скокови: Хацијева 15 Асистенције: Пашајев 6 |         | Аврамов 16 Виденов, Костов 5 три играча 3 | Спортски олимпијски центар Серхедчи, Баку Гледаоци: 2.000 |  |

| 21. август 2012 18:00 | Извештај | Бугарска                                                  | 70 : 82 | Немачка                       | Хала Универзијада, Софија Гледаоци: 2.500 |  |
| 21. август 2012 18:00 | Извештај | Четвртине: 14-22, 14-19, 22-17, 20-24                     |         |                               | Хала Универзијада, Софија Гледаоци: 2.500 |  |
| 21. август 2012 18:00 | Извештај | Поени: Симонс 21 Скокови: Симонс 9 Асистенције: Аврамов 5 |         | Јагла 19 Јагла 10 Шафарцик 10 | Хала Универзијада, Софија Гледаоци: 2.500 |  |

| 21. август 2012 19:00 | Извештај | Шведска                                                     | 96 : 79 | Азербејџан                     | Спортска хала Борос, Борос Гледаоци: 2.623 |  |
| 21. август 2012 19:00 | Извештај | Четвртине: 15-25, 26-17, 25-18, 30-19                       |         |                                | Спортска хала Борос, Борос Гледаоци: 2.623 |  |
| 21. август 2012 19:00 | Извештај | Поени: Марокер 19 Скокови: Кјелбом 14 Асистенције: Грант 10 |         | Керол 27 Хацијева 17 Пашајев 4 | Спортска хала Борос, Борос Гледаоци: 2.623 |  |

| 24. август 2012 19:30 | Извештај | Луксембург                                                     | 68 : 94 | Бугарска                       | д'Кок, Луксмебург Гледаоци: 250 |  |
| 24. август 2012 19:30 | Извештај | Четвртине: 18-22, 18-27, 12-20, 20-25                          |         |                                | д'Кок, Луксмебург Гледаоци: 250 |  |
| 24. август 2012 19:30 | Извештај | Поени: Шумахер 22 Скокови: три играча 4 Асистенције: Шумахер 4 |         | Виденов 19 Симонс 10 Виденов 6 | д'Кок, Луксмебург Гледаоци: 250 |  |

| 24. август 2012 20:15 | Извештај | Немачка                                                                     | 81 : 66 | Шведска                      | Арена Улм/Ној-Улм, Ној-Улм Гледаоци: 6.000 |  |
| 24. август 2012 20:15 | Извештај | Четвртине: 19-17, 26-11, 21-14, 15-24                                       |         |                              | Арена Улм/Ној-Улм, Ној-Улм Гледаоци: 6.000 |  |
| 24. август 2012 20:15 | Извештај | Поени: Шафарцик, Бенцинг 15 Скокови: Плајс, Јагла 6 Асистенције: Шафарцик 5 |         | Јеребко 22 Марокер 8 Грант 5 | Арена Улм/Ној-Улм, Ној-Улм Гледаоци: 6.000 |  |

| 27. август 2012 19:00 | Извештај | Шведска                                                | 111 : 74 | Луксембург                     | Стадион арена, Норћепинг Гледаоци: 1.198 |  |
| 27. август 2012 19:00 | Извештај | Четвртине: 27-13, 28-24, 31-16, 25-21                  |          |                                | Стадион арена, Норћепинг Гледаоци: 1.198 |  |
| 27. август 2012 19:00 | Извештај | Поени: Сакс 16 Скокови: Јеребко 9 Асистенције: Грант 6 |          | Џоунс 17 Женево 5 три играча 3 | Стадион арена, Норћепинг Гледаоци: 1.198 |  |

| 27. август 2012 20:00 | Извештај | Азербејџан                                               | 68 : 85 | Немачка                         | Спортски олимпијски центар Серхедчи, Баку Гледаоци: 2.000 |  |
| 27. август 2012 20:00 | Извештај | Четвртине: 15-17, 19-26, 16-16, 18-26                    |         |                                 | Спортски олимпијски центар Серхедчи, Баку Гледаоци: 2.000 |  |
| 27. август 2012 20:00 | Извештај | Поени: Дејвис 31 Скокови: Риндин 7 Асистенције: Дејвис 4 |         | Штајгер 18 Бенцинг 13 Бенцинг 3 | Спортски олимпијски центар Серхедчи, Баку Гледаоци: 2.000 |  |

| 30. август 2012 19:00 | Извештај | Шведска                                                  | 85 : 71 | Бугарска                     | Стадион арена, Норћепинг Гледаоци: 2.222 |  |
| 30. август 2012 19:00 | Извештај | Четвртине: 23-19, 26-20, 13-21, 23-11                    |         |                              | Стадион арена, Норћепинг Гледаоци: 2.222 |  |
| 30. август 2012 19:00 | Извештај | Поени: Грант 19 Скокови: Грант 7 Асистенције: Масамбра 6 |         | Костов 20 Симонс 8 Аврамов 5 | Стадион арена, Норћепинг Гледаоци: 2.222 |  |

| 30. август 2012 20:00 | Извештај | Азербејџан                                                    | 95 : 77 | Луксембург                            | Спортски олимпијски центар Серхедчи, Баку Гледаоци: 2.000 |  |
| 30. август 2012 20:00 | Извештај | Четвртине: 16-13, 30-23, 22-22, 27-19                         |         |                                       | Спортски олимпијски центар Серхедчи, Баку Гледаоци: 2.000 |  |
| 30. август 2012 20:00 | Извештај | Поени: Керол 26 Скокови: три играча 12 Асистенције: Пашајев 8 |         | Пикард, Рајнијак 15 Џоунс 9 Шумахер 8 | Спортски олимпијски центар Серхедчи, Баку Гледаоци: 2.000 |  |

| 2. септембар 2012 16:00 | Извештај | Луксембург                                                     | 67 : 95 | Немачка                           | д'Кок, Луксмебург Гледаоци: 1.850 |  |
| 2. септембар 2012 16:00 | Извештај | Четвртине: 18-18, 19-31, 12-24, 18-22                          |         |                                   | д'Кок, Луксмебург Гледаоци: 1.850 |  |
| 2. септембар 2012 16:00 | Извештај | Поени: Рајнијак 12 Скокови: Рајнијак 4 Асистенције: Рајнијак 6 |         | Плајс 17 Плајс 11 Штајгер, Тада 2 | д'Кок, Луксмебург Гледаоци: 1.850 |  |

| 2. септембар 2012 18:00 | Извештај | Бугарска                                                   | 94 : 77 | Азербејџан                   | Арена Самоков, Самоков Гледаоци: 1.500 |  |
| 2. септембар 2012 18:00 | Извештај | Четвртине: 26-13, 11-18, 31-16, 26-30                      |         |                              | Арена Самоков, Самоков Гледаоци: 1.500 |  |
| 2. септембар 2012 18:00 | Извештај | Поени: Николов 26 Скокови: Симонс 12 Асистенције: Костов 5 |         | Дејвис 17 Дејвис 13 Дејвис 5 | Арена Самоков, Самоков Гледаоци: 1.500 |  |

| 5. септембар 2012 19:15 | Извештај | Немачка                                                         | 79 : 69 | Бугарска                             | Трир арена, Трир Гледаоци: 3.050 |  |
| 5. септембар 2012 19:15 | Извештај | Четвртине: 17-12, 24-20, 21-21, 17-16                           |         |                                      | Трир арена, Трир Гледаоци: 3.050 |  |
| 5. септембар 2012 19:15 | Извештај | Поени: Шафарцик, Плајс 16 Скокови: Плајс 14 Асистенције: Тада 5 |         | Костов 16 Симонс 8 Виденов, Симонс 4 | Трир арена, Трир Гледаоци: 3.050 |  |

| 5. септембар 2012 20:00 | Извештај | Азербејџан                                                     | 82 : 76 | Шведска                                | Спортски олимпијски центар Серхедчи, Баку Гледаоци: 2.500 |  |
| 5. септембар 2012 20:00 | Извештај | Четвртине: 25-19, 15-20, 20-19, 22-18                          |         |                                        | Спортски олимпијски центар Серхедчи, Баку Гледаоци: 2.500 |  |
| 5. септембар 2012 20:00 | Извештај | Поени: Хацијева 28 Скокови: Хацијева 13 Асистенције: Пашајев 6 |         | Јеребко 20 Кјелбом 13 Грант, Масамба 7 | Спортски олимпијски центар Серхедчи, Баку Гледаоци: 2.500 |  |

| 8. септембар 2012 17:00 | Извештај | Шведска                                                      | 86 : 91 | Немачка                        | Стадион арена, Норћепинг Гледаоци: 2.985 |  |
| 8. септембар 2012 17:00 | Извештај | Четвртине: 26-21, 17-21, 24-22, 19-27                        |         |                                | Стадион арена, Норћепинг Гледаоци: 2.985 |  |
| 8. септембар 2012 17:00 | Извештај | Поени: Јеребко 32 Скокови: Јеребко 10 Асистенције: Масамба 7 |         | Шафарцик 21 Плајс 7 Шафарцик 5 | Стадион арена, Норћепинг Гледаоци: 2.985 |  |

| 8. септембар 2012 17:30 | Извештај | Бугарска                                                    | 120 : 95 | Луксембург                                              | Арена Самоков, Самоков Гледаоци: 1.500 |  |
| 8. септембар 2012 17:30 | Извештај | Четвртине: 30-21, 26-31, 23-12, 41-31                       |          |                                                         | Арена Самоков, Самоков Гледаоци: 1.500 |  |
| 8. септембар 2012 17:30 | Извештај | Поени: Костов 33 Скокови: Варбанов 8 Асистенције: Виденов 8 |          | Џоунс, Пикард 21 Пикард, Рајнијак 6 Костер, Биренбаум 6 | Арена Самоков, Самоков Гледаоци: 1.500 |  |

| 11. септембар 2012. 19:30 | Извештај | Немачка                                                          | 81 : 68 | Азербејџан                     | ЕВЕ арена, Олденбург Гледаоци: 2.227 |  |
| 11. септембар 2012. 19:30 | Извештај | Четвртине: 21-22, 22-17, 15-15, 23-14                            |         |                                | ЕВЕ арена, Олденбург Гледаоци: 2.227 |  |
| 11. септембар 2012. 19:30 | Извештај | Поени: три играча 11 Скокови: Охлбрехт 11 Асистенције: Бенцинг 6 |         | Дејвис 25 Хацијева 14 Дејвис 5 | ЕВЕ арена, Олденбург Гледаоци: 2.227 |  |

| 11. септембар 2012. 19:30 | Извештај | Луксембург                                                   | 68 : 85 | Шведска                        | д'Кок, Луксембург Гледаоци: 400 |  |
| 11. септембар 2012. 19:30 | Извештај | Четвртине: 18-24, 8-17, 21-22, 21-22                         |         |                                | д'Кок, Луксембург Гледаоци: 400 |  |
| 11. септембар 2012. 19:30 | Извештај | Поени: Шумахер 20 Скокови: Женево 7 Асистенције: Биренбаум 3 |         | Кјелбом 22 Јеребко 8 Масамба 6 | д'Кок, Луксембург Гледаоци: 400 |  |

| Табела групе Б | ОУ | П | ПО | КД  | КП  | КР   | Бод | Тај-брејк |
| -------------- | -- | - | -- | --- | --- | ---- | --- | --------- |
| Немачка        | 8  | 8 | 0  | 695 | 547 | +148 | 16  |           |
| Шведска        | 8  | 4 | 4  | 678 | 624 | +54  | 12  | 2-2 (+20) |
| Бугарска       | 8  | 4 | 4  | 669 | 647 | +22  | 12  | 2-2 (-9)  |
| Азербејџан     | 8  | 4 | 4  | 658 | 660 | -2   | 12  | 2-2 (-11) |
| Луксембург     | 8  | 0 | 8  | 580 | 802 | −222 | 8   |           |

### Група Ц
Све сатнице су дате по локалном времену
| 15. август 2012 19:00 | Извештај | Украјина                                                        | 77 : 71 | Мађарска                   | Спортски комплекс Метеор, Дњепропетровск Гледаоци: 5.000 |  |
| 15. август 2012 19:00 | Извештај | Четвртине: 23-20, 16-21, 18-18, 20-12                           |         |                            | Спортски комплекс Метеор, Дњепропетровск Гледаоци: 5.000 |  |
| 15. август 2012 19:00 | Извештај | Поени: Гладир 19 Скокови: Дроздов 9 Асистенције: Берт, Гладир 4 |         | Ханга 21 Лорант 5 Хорват 5 | Спортски комплекс Метеор, Дњепропетровск Гледаоци: 5.000 |  |

| 15. август 2012 20:30 | Извештај | Кипар                                                   | 86 : 89 | Аустрија                                    | Спортска хала Елефтерија, Никозија Гледаоци: 500 |  |
| 15. август 2012 20:30 | Извештај | Четвртине: 17-22, 12-21, 22-13, 18-13, 17-20            |         |                                             | Спортска хала Елефтерија, Никозија Гледаоци: 500 |  |
| 15. август 2012 20:30 | Извештај | Поени: Кинг 23 Скокови: Кинг 9 Асистенције: Сизопулос 4 |         | Детрик 20 Детрик, Махалбашић 8 пет играча 2 | Спортска хала Елефтерија, Никозија Гледаоци: 500 |  |

| 18. август 2012 20:20 | Извештај | Аустрија                                                   | 57 : 61 | Украјина                         | Мултиверсум, Швехат Гледаоци: 350 |  |
| 18. август 2012 20:20 | Извештај | Четвртине: 19-16, 10-16, 22-16, 6-13                       |         |                                  | Мултиверсум, Швехат Гледаоци: 350 |  |
| 18. август 2012 20:20 | Извештај | Поени: Ламешић 18 Скокови: Ламешић 7 Асистенције: Детрик 4 |         | Печеров 11 Корнијенко 8 Гладир 5 | Мултиверсум, Швехат Гледаоци: 350 |  |

| 18. август 2012 20:30 | Извештај | Хрватска                                                              | 93 : 38 | Кипар                        | Градски спортски центар, Макарска Гледаоци: 300 |  |
| 18. август 2012 20:30 | Извештај | Четвртине: 17-10, 23-13, 25-12, 28-3                                  |         |                              | Градски спортски центар, Макарска Гледаоци: 300 |  |
| 18. август 2012 20:30 | Извештај | Поени: Богдановић 17 Скокови: три играча 3 Асистенције: Укић, Бабић 5 |         | Кинг 9 Сизопулос 6 Лијацос 2 | Градски спортски центар, Макарска Гледаоци: 300 |  |

| 21. август 2012 19:00 | Извештај | Украјина                                                 | 79 : 80 | Хрватска                                  | Палата спортова, Кијев Гледаоци: 4.000 |  |
| 21. август 2012 19:00 | Извештај | Четвртине: 22-18, 16-18, 15-16, 16-17, 10-11             |         |                                           | Палата спортова, Кијев Гледаоци: 4.000 |  |
| 21. август 2012 19:00 | Извештај | Поени: Кравцов 14 Скокови: Печеров 8 Асистенције: Берт 4 |         | Богдановић 20 Симон, Жорић 7 Богдановић 5 | Палата спортова, Кијев Гледаоци: 4.000 |  |

| 21. август 2012 19:00 | Извештај | Мађарска                                                  | 81 : 75 | Аустрија                            | Арена Саварија, Сомбатхељ Гледаоци: 2.000 |  |
| 21. август 2012 19:00 | Извештај | Четвртине: 14-13, 19-25, 25-21, 23-16                     |         |                                     | Арена Саварија, Сомбатхељ Гледаоци: 2.000 |  |
| 21. август 2012 19:00 | Извештај | Поени: Лорант 19 Скокови: Лорант 10 Асистенције: Тротер 5 |         | Махалбашић 17 Махалбашић 7 Детрик 3 | Арена Саварија, Сомбатхељ Гледаоци: 2.000 |  |

| 24. август 2012 20:00 | Извештај | Хрватска                                                         | 89 : 65 | Мађарска                   | Арена Драва вижуел, Осијек Гледаоци: 3.000 |  |
| 24. август 2012 20:00 | Извештај | Четвртине: 20-14, 27-18, 20-18, 22-15                            |         |                            | Арена Драва вижуел, Осијек Гледаоци: 3.000 |  |
| 24. август 2012 20:00 | Извештај | Поени: Укић 18 Скокови: Андрић, Симон 5 Асистенције: Стипчевић 4 |         | Ханга 19 Лорант 6 Тротер 5 | Арена Драва вижуел, Осијек Гледаоци: 3.000 |  |

| 24. август 2012 20:30 | Извештај | Кипар                                               | 47 : 68 | Украјина                                | Спортска хала Елефтерија, Никозија Гледаоци: 200 |  |
| 24. август 2012 20:30 | Извештај | Четвртине: 10-16, 12-14, 16-15, 9-23                |         |                                         | Спортска хала Елефтерија, Никозија Гледаоци: 200 |  |
| 24. август 2012 20:30 | Извештај | Поени: Кинг 13 Скокови: Кинг 14 Асистенције: Кинг 3 |         | Забирченко 15 Корнијенко 9 три играча 3 | Спортска хала Елефтерија, Никозија Гледаоци: 200 |  |

| 27. август 2012 19:00 | Извештај | Мађарска                                                         | 77 : 64 | Кипар                                | Спортска хала Лаубер Деже, Печуј Гледаоци: 2.000 |  |
| 27. август 2012 19:00 | Извештај | Четвртине: 21-21, 18-9, 26-20, 12-14                             |         |                                      | Спортска хала Лаубер Деже, Печуј Гледаоци: 2.000 |  |
| 27. август 2012 19:00 | Извештај | Поени: Лорант 25 Скокови: Лорант, Тротер 7 Асистенције: Тротер 4 |         | Трисокас 20 Трисокас, Кинг 9 Разис 5 | Спортска хала Лаубер Деже, Печуј Гледаоци: 2.000 |  |

| 27. август 2012 20:20 | Извештај | Аустрија                                                          | 75 : 82 | Хрватска                        | Мултиверсум, Швехат Гледаоци: 1.100 |  |
| 27. август 2012 20:20 | Извештај | Четвртине: 23-20, 12-24, 23-16, 17-22                             |         |                                 | Мултиверсум, Швехат Гледаоци: 1.100 |  |
| 27. август 2012 20:20 | Извештај | Поени: Махалбашић 21 Скокови: Махалбашић 6 Асистенције: Ланегер 4 |         | Богдановић 19 Маркота 10 Укић 7 | Мултиверсум, Швехат Гледаоци: 1.100 |  |

| 30. август 2012 19:00 | Извештај | Мађарска                                               | 76 : 78 | Украјина                            | Спортска хала Лаубер Деже, Печу Гледаоци: 2.500 |  |
| 30. август 2012 19:00 | Извештај | Четвртине: 15-18, 15-19, 21-20, 25-21                  |         |                                     | Спортска хала Лаубер Деже, Печу Гледаоци: 2.500 |  |
| 30. август 2012 19:00 | Извештај | Поени: Тротер 19 Скокови: Сабо 6 Асистенције: Тротер 5 |         | Гладир 17 Натјажко 9 Берт, Гладир 4 | Спортска хала Лаубер Деже, Печу Гледаоци: 2.500 |  |

| 30. август 2012 20:20 | Извештај | Аустрија                                                                | 77 : 52 | Кипар                        | Мултиверсум, Швехат Гледаоци: 350 |  |
| 30. август 2012 20:20 | Извештај | Четвртине: 24-14, 14-8, 19-22, 20-8                                     |         |                              | Мултиверсум, Швехат Гледаоци: 350 |  |
| 30. август 2012 20:20 | Извештај | Поени: Клепејиз 15 Скокови: Ланегер, Махалбашић 6 Асистенције: Детрик 5 |         | Сизопулос 12 Кинг 11 Разис 3 | Мултиверсум, Швехат Гледаоци: 350 |  |

| 2. септембар 2012 16:00 | Извештај | Украјина                                                      | 68 : 57 | Аустрија                          | Палата спортова Галичина, Лавов Гледаоци: 1.170 |  |
| 2. септембар 2012 16:00 | Извештај | Четвртине: 19-14, 20-18, 13-18, 16-7                          |         |                                   | Палата спортова Галичина, Лавов Гледаоци: 1.170 |  |
| 2. септембар 2012 16:00 | Извештај | Поени: Гладир 17 Скокови: Корнијенко 12 Асистенције: Гладир 5 |         | Ламешић 13 Ламешић 8 пет играча 2 | Палата спортова Галичина, Лавов Гледаоци: 1.170 |  |

| 2. септембар 2012 20:30 | Извештај | Кипар                                                     | 49 : 98 | Хрватска                                       | Спортска хала Елефтерија, Никозија Гледаоци: 300 |  |
| 2. септембар 2012 20:30 | Извештај | Четвртине: 17-18, 14-22, 16-25, 2-33                      |         |                                                | Спортска хала Елефтерија, Никозија Гледаоци: 300 |  |
| 2. септембар 2012 20:30 | Извештај | Поени: Кинг 20 Скокови: Кинг 9 Асистенције: шест играча 1 |         | Андрић, Симон 16 Андрић, Шарић 7 Укић, Симон 5 | Спортска хала Елефтерија, Никозија Гледаоци: 300 |  |

| 5. септембар 2012 20:00 | Извештај | Хрватска                                              | 84 : 80 | Украјина                 | Спортска хала Вијус, Славонски Брод Гледаоци: 2.200 |  |
| 5. септембар 2012 20:00 | Извештај | Четвртине: 20-25, 28-10, 15-20, 21-25                 |         |                          | Спортска хала Вијус, Славонски Брод Гледаоци: 2.200 |  |
| 5. септембар 2012 20:00 | Извештај | Поени: Андрић 16 Скокови: Шарић 8 Асистенције: Укић 6 |         | Барт 22 Кравцов 6 Барт 7 | Спортска хала Вијус, Славонски Брод Гледаоци: 2.200 |  |

| 5. септембар 2012 20:20 | Извештај | Аустрија                                                       | 97 : 81 | Мађарска                   | Мултиверсум, Швехат Гледаоци: 500 |  |
| 5. септембар 2012 20:20 | Извештај | Четвртине: 27-15, 23-23, 26-25, 21-18                          |         |                            | Мултиверсум, Швехат Гледаоци: 500 |  |
| 5. септембар 2012 20:20 | Извештај | Поени: Махалбашић 21 Скокови: Шрајнер 9 Асистенције: Ланегер 6 |         | Ханга 20 Лорант 8 Тротер 4 | Мултиверсум, Швехат Гледаоци: 500 |  |

| 8. септембар 2012 16:00 | Извештај | Украјина                                                               | 69 : 51 | Кипар                               | Олим, Јужне Гледаоци: 1.200 |  |
| 8. септембар 2012 16:00 | Извештај | Четвртине: 18-13, 10-14, 13-10, 28-14                                  |         |                                     | Олим, Јужне Гледаоци: 1.200 |  |
| 8. септембар 2012 16:00 | Извештај | Поени: Барт 13 Скокови: Натјажко 13 Асистенције: Забирченко, Дроздов 3 |         | Трисокас 15 Трисокас 10 Сизопулос 4 | Олим, Јужне Гледаоци: 1.200 |  |

| 8. септембар 2012 19:00 | Извештај | Мађарска                                                | 79 : 81 | Хрватска                     | Арена Саварија, Сомбатхељ Гледаоци: 3.000 |  |
| 8. септембар 2012 19:00 | Извештај | Четвртине: 12-16, 20-18, 21-16, 26-31                   |         |                              | Арена Саварија, Сомбатхељ Гледаоци: 3.000 |  |
| 8. септембар 2012 19:00 | Извештај | Поени: Лорант 24 Скокови: Лорант 8 Асистенције: Ханга 7 |         | Богдановић 17 Шарић 9 Укић 7 | Арена Саварија, Сомбатхељ Гледаоци: 3.000 |  |

| 11. септембар 2012. 20:00 | Извештај | Хрватска                                            | 78 : 74 | Аустрија                                  | Спортски центар Жатика, Пореч Гледаоци: 500 |  |
| 11. септембар 2012. 20:00 | Извештај | Четвртине: 24-17, 20-15, 21-21, 13-21               |         |                                           | Спортски центар Жатика, Пореч Гледаоци: 500 |  |
| 11. септембар 2012. 20:00 | Извештај | Поени: Укић 16 Скокови: Жорић 9 Асистенције: Укић 3 |         | Детрик 19 Ламешић 7 Ламешић, Махалбашић 4 | Спортски центар Жатика, Пореч Гледаоци: 500 |  |

| 11. септембар 2012. 20:30 | Извештај | Кипар                                                     | 58 : 63 | Мађарска                    | Спортска хала Елефтерија, Никозија Гледаоци: 150 |  |
| 11. септембар 2012. 20:30 | Извештај | Четвртине: 20-6, 11-23, 7-17, 20-17                       |         |                             | Спортска хала Елефтерија, Никозија Гледаоци: 150 |  |
| 11. септембар 2012. 20:30 | Извештај | Поени: Сизопулос 15 Скокови: Кинг 12 Асистенције: Разис 5 |         | Лорант 13 Лорант 9 Тротер 7 | Спортска хала Елефтерија, Никозија Гледаоци: 150 |  |

| Табела групе Ц | ОУ | П | ПО | КД  | КП  | КР   | Бод | Тај-брејк |
| -------------- | -- | - | -- | --- | --- | ---- | --- | --------- |
| Хрватска       | 8  | 8 | 0  | 685 | 539 | +146 | 16  |           |
| Украјина       | 8  | 6 | 2  | 580 | 523 | +57  | 14  |           |
| Аустрија       | 8  | 3 | 5  | 601 | 589 | +12  | 11  | 1-1 (+10) |
| Мађарска       | 8  | 3 | 5  | 593 | 619 | -31  | 11  | 1-1 (-10) |
| Кипар          | 8  | 0 | 8  | 445 | 634 | −189 | 8   |           |

### Група Д
Све сатнице су дате по локалном времену
| 15. август 2012 18:00 | Извештај | Румунија                                                                  | 90 : 84 | Холандија                         | Хала Трансилванија, Сибињ Гледаоци: 1.500 |  |
| 15. август 2012 18:00 | Извештај | Четвртине: 26-27, 17-18, 25-18, 20-21                                     |         |                                   | Хала Трансилванија, Сибињ Гледаоци: 1.500 |  |
| 15. август 2012 18:00 | Извештај | Поени: Мандаше 19 Скокови: Драгусин, Никојара 7 Асистенције: Молдовеану 9 |         | Норел 27 четири играча 6 Јансен 3 | Хала Трансилванија, Сибињ Гледаоци: 1.500 |  |

| 15. август 2012 21:00 | Извештај | Босна и Херцеговина                                               | 87 : 84 | Летонија                            | Дворана Мирза Делибашић, Сарајево Гледаоци: 7.000 |  |
| 15. август 2012 21:00 | Извештај | Четвртине: 23-22, 18-16, 23-29, 23-17                             |         |                                     | Дворана Мирза Делибашић, Сарајево Гледаоци: 7.000 |  |
| 15. август 2012 21:00 | Извештај | Поени: Телетовић 24 Скокови: Рајт 11 Асистенције: Рајт, Ђедовић 4 |         | Стрелнијекс 18 Берзињш 11 Бертанс 7 | Дворана Мирза Делибашић, Сарајево Гледаоци: 7.000 |  |

| 18. август 2012 19:00 | Извештај | Грузија                                                          | 80 : 64 | Румунија                          | Палата спортова, Тбилиси Гледаоци: 6.000 |  |
| 18. август 2012 19:00 | Извештај | Четвртине: 24-18, 20-21, 16-10, 20-15                            |         |                                   | Палата спортова, Тбилиси Гледаоци: 6.000 |  |
| 18. август 2012 19:00 | Извештај | Поени: Пулен 19 Скокови: Саникидзе 10 Асистенције: Маркоишвили 4 |         | Бацију 19 Молдовеану 11 Мандаше 4 | Палата спортова, Тбилиси Гледаоци: 6.000 |  |

| 18. август 2012 19:30 | Извештај | Холандија                                                 | 89 : 107 | Босна и Херцеговина           | Топспортцентрум Алмере, Алмере Гледаоци: 100 |  |
| 18. август 2012 19:30 | Извештај | Четвртине: 24-26, 26-25, 14-39, 25-17                     |          |                               | Топспортцентрум Алмере, Алмере Гледаоци: 100 |  |
| 18. август 2012 19:30 | Извештај | Поени: де Јонг 16 Скокови: Норел 9 Асистенције: Слагтер 3 |          | Телетовић 33 Ђедовић 7 Рајт 5 | Топспортцентрум Алмере, Алмере Гледаоци: 100 |  |

| 21. август 2012 20:00 | Извештај | Босна и Херцеговина                                       | 95 : 96 | Грузија                          | Дворана Мирза Делибашић, Сарајево Гледаоци: 6.000 |  |
| 21. август 2012 20:00 | Извештај | Четвртине: 9-28, 29-26, 34-23, 23-19                      |         |                                  | Дворана Мирза Делибашић, Сарајево Гледаоци: 6.000 |  |
| 21. август 2012 20:00 | Извештај | Поени: Телетовић 27 Скокови: Рајт 13 Асистенције: Рајт 15 |         | Пулен 20 Саникидзе 11 Цинцадзе 7 | Дворана Мирза Делибашић, Сарајево Гледаоци: 6.000 |  |

| 21. август 2012 20:30 | Извештај | Летонија                                                    | 85 : 70 | Холандија                              | Арена Рига, Рига Гледаоци: 2.200 |  |
| 21. август 2012 20:30 | Извештај | Четвртине: 22-22, 18-14, 20-15, 25-19                       |         |                                        | Арена Рига, Рига Гледаоци: 2.200 |  |
| 21. август 2012 20:30 | Извештај | Поени: Куксикс 28 Скокови: Бертанс 7 Асистенције: Бертанс 4 |         | Норел 16 Елсон, Френк Норел 6 Јансен 7 | Арена Рига, Рига Гледаоци: 2.200 |  |

| 24. август 2012 18:00 | Извештај | Румунија                                                           | 79 : 84 | Босна и Херцеговина                        | Хала Трансилванија, Сибињ Гледаоци: 1.500 |  |
| 24. август 2012 18:00 | Извештај | Четвртине: 22-25, 10-27, 25-23, 22-9                               |         |                                            | Хала Трансилванија, Сибињ Гледаоци: 1.500 |  |
| 24. август 2012 18:00 | Извештај | Поени: Молдовеану 25 Скокови: Молдовеану 11 Асистенције: Мандаше 6 |         | Телетовић, Кикановић 21 Телетовић 9 Рајт 8 | Хала Трансилванија, Сибињ Гледаоци: 1.500 |  |

| 24. август 2012 19:00 | Извештај | Грузија                                                           | 79 : 76 | Летонија                            | Палата спортова, Тбилиси Гледаоци: 9.000 |  |
| 24. август 2012 19:00 | Извештај | Четвртине: 21-20, 20-16, 23-17, 15-23                             |         |                                     | Палата спортова, Тбилиси Гледаоци: 9.000 |  |
| 24. август 2012 19:00 | Извештај | Поени: Маркоишвили 19 Скокови: Пачулија 9 Асистенције: Цинцадзе 7 |         | Стрелнијекс 22 Берзињш 11 Бертанс 3 | Палата спортова, Тбилиси Гледаоци: 9.000 |  |

| 27. август 2012 19:30 | Извештај | Холандија                                               | 91 : 88 | Грузија                                                   | Топспортцентрум Алмере, Алмере Гледаоци: 600 |  |
| 27. август 2012 19:30 | Извештај | Четвртине: 15-19, 24-28, 25-20, 27-21                   |         |                                                           | Топспортцентрум Алмере, Алмере Гледаоци: 600 |  |
| 27. август 2012 19:30 | Извештај | Поени: Јансен 24 Скокови: Елсон 8 Асистенције: Јансен 7 |         | Пачулија 23 Пачулија, Шенгелија 9 Цинцадзе, Маркоишвили 3 | Топспортцентрум Алмере, Алмере Гледаоци: 600 |  |

| 27. август 2012 20:30 | Извештај | Летонија                                                                   | 89 : 53 | Румунија                        | Арена Рига, Рига Гледаоци: 2.000 |  |
| 27. август 2012 20:30 | Извештај | Четвртине: 21-14, 28-15, 21-10, 19-14                                      |         |                                 | Арена Рига, Рига Гледаоци: 2.000 |  |
| 27. август 2012 20:30 | Извештај | Поени: Куксикс 19 Скокови: Фреиманис, Шељаковс 6 Асистенције: Јеромановс 3 |         | Мандаше 14 Никојара 8 Мандаше 3 | Арена Рига, Рига Гледаоци: 2.000 |  |

| 30. август 2012 19:30 | Извештај | Холандија                                                       | 80 : 74 | Румунија                                | Топспортцентрум Алмере, Алмере Гледаоци: 630 |  |
| 30. август 2012 19:30 | Извештај | Четвртине: 15-12, 16-18, 21-18, 28-26                           |         |                                         | Топспортцентрум Алмере, Алмере Гледаоци: 630 |  |
| 30. август 2012 19:30 | Извештај | Поени: Смеулдерс 18 Скокови: Смеулдерс 14 Асистенције: Јансен 6 |         | Молдовеану 21 Никојара 9 Калота, Паул 3 | Топспортцентрум Алмере, Алмере Гледаоци: 630 |  |

| 30. август 2012 20:30 | Извештај | Летонија                                                    | 80 : 64 | Босна и Херцеговина                    | Арена Рига, Рига Гледаоци: 2.200 |  |
| 30. август 2012 20:30 | Извештај | Четвртине: 16-19, 26-11, 24-19, 14-15                       |         |                                        | Арена Рига, Рига Гледаоци: 2.200 |  |
| 30. август 2012 20:30 | Извештај | Поени: Бертанс 25 Скокови: Бертанс 9 Асистенције: Бертанс 6 |         | Ђедовић, Рајт 16 Рајт, Першић 7 Рајт 4 | Арена Рига, Рига Гледаоци: 2.200 |  |

| 2. септембар 2012 18:00 | Извештај | Румунија                                                         | 74 : 91 | Грузија                              | Хала Трансилванија, Сибињ Гледаоци: 1.500 |  |
| 2. септембар 2012 18:00 | Извештај | Четвртине: 21-24, 18-23, 20-22, 15-22                            |         |                                      | Хала Трансилванија, Сибињ Гледаоци: 1.500 |  |
| 2. септембар 2012 18:00 | Извештај | Поени: Мандаше 22 Скокови: Никојара 11 Асистенције: три играча 4 |         | Шенгелија 23 Шенгелија 10 Цинцадзе 8 | Хала Трансилванија, Сибињ Гледаоци: 1.500 |  |

| 2. септембар 2012 20:00 | Извештај | Босна и Херцеговина                                           | 99 : 83 | Холандија                          | Дворана Мирза Делибашић, Сарајево Гледаоци: 3.000 |  |
| 2. септембар 2012 20:00 | Извештај | Четвртине: 28-14, 22-15, 15-32, 35-15                         |         |                                    | Дворана Мирза Делибашић, Сарајево Гледаоци: 3.000 |  |
| 2. септембар 2012 20:00 | Извештај | Поени: Телетовић 36 Скокови: Кикановић 10 Асистенције: Рајт 9 |         | Смеулдерс 21 Смеулдерс 15 Јансен 8 | Дворана Мирза Делибашић, Сарајево Гледаоци: 3.000 |  |

| 5. септембар 2012 19:00 | Извештај | Грузија                                                            | 103 : 107 | Босна и Херцеговина             | Палата спортова, Тбилиси Гледаоци: 9.000 |  |
| 5. септембар 2012 19:00 | Извештај | Четвртине: 16-20, 27-20, 31-32, 29-35                              |           |                                 | Палата спортова, Тбилиси Гледаоци: 9.000 |  |
| 5. септембар 2012 19:00 | Извештај | Поени: Маркоишвили 21 Скокови: Пачулија 11 Асистенције: Цинцадзе 6 |           | Телетовић 25 Синановић 7 Рајт 6 | Палата спортова, Тбилиси Гледаоци: 9.000 |  |

| 5. септембар 2012 19:30 | Извештај | Холандија                                               | 81 : 86 | Летонија                                   | Топспортцентрум Алмере, Алмере Гледаоци: 850 |  |
| 5. септембар 2012 19:30 | Извештај | Четвртине: 17-33, 17-16, 22-19, 25-18                   |         |                                            | Топспортцентрум Алмере, Алмере Гледаоци: 850 |  |
| 5. септембар 2012 19:30 | Извештај | Поени: Норел 24 Скокови: Норел 10 Асистенције: Јансен 4 |         | Берзињш 21 Берзињш 8 Јеромановс, Куксикс 4 | Топспортцентрум Алмере, Алмере Гледаоци: 850 |  |

| 8. септембар 2012 17:05 | Извештај | Летонија                                                       | 70 : 73 | Грузија                                   | Арена Рига, Рига Гледаоци: 4.500 |  |
| 8. септембар 2012 17:05 | Извештај | Четвртине: 13-7, 11-24, 21-17, 25-25                           |         |                                           | Арена Рига, Рига Гледаоци: 4.500 |  |
| 8. септембар 2012 17:05 | Извештај | Поени: Берзињш 15 Скокови: Меиерс 8 Асистенције: Стрелнијекс 6 |         | Маркоишвили 17 Саникидзе 9 Џејкоб Пулен 4 | Арена Рига, Рига Гледаоци: 4.500 |  |

| 8. септембар 2012 20:00 | Извештај | Босна и Херцеговина                                          | 93 : 58 | Румунија                   | Дворана Мирза Телетовић, Сарајево Гледаоци: 6.000 |  |
| 8. септембар 2012 20:00 | Извештај | Четвртине: 25-12, 32-12, 21-20, 15-14                        |         |                            | Дворана Мирза Телетовић, Сарајево Гледаоци: 6.000 |  |
| 8. септембар 2012 20:00 | Извештај | Поени: Телетовић 15 Скокови: Телетовић 8 Асистенције: Рајс 8 |         | Драгусин 17 Јукан 8 Паул 4 | Дворана Мирза Телетовић, Сарајево Гледаоци: 6.000 |  |

| 11. септембар 2012. 18:00 | Извештај | Румунија                                                                  | 77 : 85 | Летонија                               | Хала Трансилванија, Сибињ Гледаоци: 1.000 |  |
| 11. септембар 2012. 18:00 | Извештај | Четвртине: 16-27, 18-17, 20-21, 23-20                                     |         |                                        | Хала Трансилванија, Сибињ Гледаоци: 1.000 |  |
| 11. септембар 2012. 18:00 | Извештај | Поени: Силвасан 19 Скокови: Драгусин, Молдовеану 6 Асистенције: Андреји 4 |         | Стрелнијекс 14 Берзињш 5 Стрелнијекс 8 | Хала Трансилванија, Сибињ Гледаоци: 1.000 |  |

| 11. септембар 2012. 19:00 | Извештај | Грузија                                                       | 97 : 89 | Холандија                          | Палата спортова, Тбилиси Гледаоци: 9.000 |  |
| 11. септембар 2012. 19:00 | Извештај | Четвртине: 25-21, 29-22, 18-16, 25-30                         |         |                                    | Палата спортова, Тбилиси Гледаоци: 9.000 |  |
| 11. септембар 2012. 19:00 | Извештај | Поени: Пулен 23 Скокови: Саникидзе 13 Асистенције: Цинцадзе 6 |         | Смеулдерс 22 Смеулдерс 13 Јансен 6 | Палата спортова, Тбилиси Гледаоци: 9.000 |  |

| Табела групе Д      | ОУ | П | ПО | КД  | КП  | КР   | Бод | Тај-брејк |
| ------------------- | -- | - | -- | --- | --- | ---- | --- | --------- |
| Босна и Херцеговина | 8  | 6 | 2  | 736 | 672 | +64  | 14  | 1-1 (+3)  |
| Грузија             | 8  | 6 | 2  | 707 | 666 | +41  | 14  | 1-1 (-3)  |
| Летонија            | 8  | 5 | 3  | 655 | 584 | +71  | 13  |           |
| Холандија           | 8  | 2 | 6  | 667 | 726 | -59  | 10  |           |
| Румунија            | 8  | 1 | 7  | 569 | 686 | −117 | 9   |           |

### Група Е
Све сатнице су дате по локалном времену
| 15. август 2012 20:15 | Извештај | Пољска                                                    | 57 : 64 | Белгија                                    | Ерго арена, Сопот Гледаоци: 7.500 |  |
| 15. август 2012 20:15 | Извештај | Четвртине: 21-17, 12-16, 7-16, 17-15                      |         |                                            | Ерго арена, Сопот Гледаоци: 7.500 |  |
| 15. август 2012 20:15 | Извештај | Поени: Гортат 23 Скокови: Гортат 9 Асистенције: Кошарек 4 |         | вАн Росом 13 Мија, де Зеув 7 Росом, Мија 3 | Ерго арена, Сопот Гледаоци: 7.500 |  |

| 15. август 2012 20:30 | Извештај | Албанија                                                  | 51 : 76 | Швајцарска                             | Спортска хала Аслан Руси, Тирана Гледаоци: 1.000 |  |
| 15. август 2012 20:30 | Извештај | Четвртине: 10-20, 17-19, 15-22, 9-15                      |         |                                        | Спортска хала Аслан Руси, Тирана Гледаоци: 1.000 |  |
| 15. август 2012 20:30 | Извештај | Поени: Лука 12 Скокови: Хисенаголи 8 Асистенције: Карај 5 |         | Млађан 24 Брунер 11 Млађан, Петковић 4 | Спортска хала Аслан Руси, Тирана Гледаоци: 1.000 |  |

| 17. август 2012 19:00 | Извештај | Финска                                                           | 112 : 77 | Албанија                      | Ледена дворана Хелсинки, Хелсинки Гледаоци: 2.920 |  |
| 17. август 2012 19:00 | Извештај | Четвртине: 37-18, 24-12, 29-30, 22-17                            |          |                               | Ледена дворана Хелсинки, Хелсинки Гледаоци: 2.920 |  |
| 17. август 2012 19:00 | Извештај | Поени: Копонен 29 Скокови: Каунисто, Ли 7 Асистенције: Копонен 4 |          | Шима 23 Шима 10 Шима, Ндоја 3 | Ледена дворана Хелсинки, Хелсинки Гледаоци: 2.920 |  |

| 18. август 2012 17:30 | Извештај | Швајцарска                                                 | 66 : 80 | Пољска                        | Спортска дворана Сен Ленар, Фрибур/Фрајбург Гледаоци: 1.300 |  |
| 18. август 2012 17:30 | Извештај | Четвртине: 19-23, 13-17, 12-21, 22-19                      |         |                               | Спортска дворана Сен Ленар, Фрибур/Фрајбург Гледаоци: 1.300 |  |
| 18. август 2012 17:30 | Извештај | Поени: Млађан 14 Скокови: Рамсејер 9 Асистенције: Млађан 5 |         | Гортат 17 Гортат 11 Кошарек 5 | Спортска дворана Сен Ленар, Фрибур/Фрајбург Гледаоци: 1.300 |  |

| 21. август 2012 20:15 | Извештај | Пољска                                                       | 79 : 81 | Финска                      | Хала Кошалин, Кошалин Гледаоци: 3.000 |  |
| 21. август 2012 20:15 | Извештај | Четвртине: 22-22, 18-20, 20-18, 19-21                        |         |                             | Хала Кошалин, Кошалин Гледаоци: 3.000 |  |
| 21. август 2012 20:15 | Извештај | Поени: Игнерски 22 Скокови: Гортат 11 Асистенције: Кошарек 6 |         | Копонен 26 Коти 8 Копонен 5 | Хала Кошалин, Кошалин Гледаоци: 3.000 |  |

| 21. август 2012 20:30 | Извештај | Белгија                                                          | 98 : 49 | Швајцарска                             | Лото арена, Антверпен Гледаоци: 4.000 |  |
| 21. август 2012 20:30 | Извештај | Четвртине: 27-8, 25-21, 19-13, 27-7                              |         |                                        | Лото арена, Антверпен Гледаоци: 4.000 |  |
| 21. август 2012 20:30 | Извештај | Поени: Табу-Ебома 18 Скокови: де Зеув 6 Асистенције: ван Росом 6 |         | Рамсејер 13 Рамсејер 6 Млађан, Лузан 2 | Лото арена, Антверпен Гледаоци: 4.000 |  |

| 24. август 2012 19:00 | Извештај | Финска                                                   | 97 : 60 | Белгија                      | Ледена дворана Хелсинки, Хелсинки Гледаоци: 4.020 |  |
| 24. август 2012 19:00 | Извештај | Четвртине: 19-18, 18-14, 29-11, 31-17                    |         |                              | Ледена дворана Хелсинки, Хелсинки Гледаоци: 4.020 |  |
| 24. август 2012 19:00 | Извештај | Поени: Копонен 21 Скокови: Коти 6 Асистенције: Копонен 8 |         | ван Росом 11 Дрисен 6 Мија 3 | Ледена дворана Хелсинки, Хелсинки Гледаоци: 4.020 |  |

| 24. август 2012 20:30 | Извештај | Албанија                                                        | 67 : 105 | Пољска                        | Спортска хала Аслан Руси, Тирана Гледаоци: 400 |  |
| 24. август 2012 20:30 | Извештај | Четвртине: 19-28, 14-28, 16-14, 18-35                           |          |                               | Спортска хала Аслан Руси, Тирана Гледаоци: 400 |  |
| 24. август 2012 20:30 | Извештај | Поени: Ндоја 16 Скокови: Хисенаголи 7 Асистенције: три играча 3 |          | Поњитка 17 Гортат 8 Кошарек 6 | Спортска хала Аслан Руси, Тирана Гледаоци: 400 |  |

| 27. август 2012 20:30 | Извештај | Швајцарска                                              | 60 : 89 | Финска                   | Спортска дворана Сен Ленар, Фрибур/Фрајбург Гледаоци: 500 |  |
| 27. август 2012 20:30 | Извештај | Четвртине: 19-26, 10-23, 8-18, 23-22                    |         |                          | Спортска дворана Сен Ленар, Фрибур/Фрајбург Гледаоци: 500 |  |
| 27. август 2012 20:30 | Извештај | Поени: Вогт 13 Скокови: Вогт 8 Асистенције: Стокалпер 3 |         | Метеле 17 Коти 6 Салин 4 | Спортска дворана Сен Ленар, Фрибур/Фрајбург Гледаоци: 500 |  |

| 27. август 2012 20:30 | Извештај | Белгија                                                            | 97 : 59 | Албанија                | Лото арена, Антверпен Гледаоци: 4.000 |  |
| 27. август 2012 20:30 | Извештај | Четвртине: 22-13, 30-9, 21-23, 24-14                               |         |                         | Лото арена, Антверпен Гледаоци: 4.000 |  |
| 27. август 2012 20:30 | Извештај | Поени: ван Росом 19 Скокови: три играча 6 Асистенције: ван Росом 9 |         | Ндоја 16 Шима 13 Шима 4 | Лото арена, Антверпен Гледаоци: 4.000 |  |

| 30. август 2012 20:00 | Извештај | Швајцарска                                                   | 93 : 84 | Албанија                      | Спортска дворана Сен Ленар, Фрибур/Фрајбург Гледаоци: 350 |  |
| 30. август 2012 20:00 | Извештај | Четвртине: 24-15, 26-20, 15-27, 28-22                        |         |                               | Спортска дворана Сен Ленар, Фрибур/Фрајбург Гледаоци: 350 |  |
| 30. август 2012 20:00 | Извештај | Поени: Петковић 25 Скокови: Дубас 10 Асистенције: Петковић 8 |         | Шима 29 Хисенаголи 19 Карај 6 | Спортска дворана Сен Ленар, Фрибур/Фрајбург Гледаоци: 350 |  |

| 30. август 2012 20:30 | Извештај | Белгија                                                                   | 73 : 87 | Пољска                        | Лото арена, Антверпен Гледаоци: 4.300 |  |
| 30. август 2012 20:30 | Извештај | Четвртине: 22-26, 23-16, 20-20, 8-25                                      |         |                               | Лото арена, Антверпен Гледаоци: 4.300 |  |
| 30. август 2012 20:30 | Извештај | Поени: Табу-Ебома 18 Скокови: ван Росом 5 Асистенције: Мија, Табу-Ебома 3 |         | Гортат 29 Гортат 10 Кошарек 6 | Лото арена, Антверпен Гледаоци: 4.300 |  |

| 2. септембар 2012 20:15 | Извештај | Пољска                                                          | 111 : 67 | Швајцарска                    | Рекреационо-спортски центар, Зјелона Гора Гледаоци: 4.800 |  |
| 2. септембар 2012 20:15 | Извештај | Четвртине: 32-16, 24-16, 28-26, 27-9                            |          |                               | Рекреационо-спортски центар, Зјелона Гора Гледаоци: 4.800 |  |
| 2. септембар 2012 20:15 | Извештај | Поени: Гортат 31 Скокови: Гортат 13 Асистенције: Скибнијевски 6 |          | Млађан 20 Дубас 10 Петковић 5 | Рекреационо-спортски центар, Зјелона Гора Гледаоци: 4.800 |  |

| 2. септембар 2012 20:30 | Извештај | Албанија                                                         | 52 : 95 | Финска                        | Спортска хала Аслан Руси, Тирана Гледаоци: 500 |  |
| 2. септембар 2012 20:30 | Извештај | Четвртине: 17-21, 15-20, 9-30, 11-24                             |         |                               | Спортска хала Аслан Руси, Тирана Гледаоци: 500 |  |
| 2. септембар 2012 20:30 | Извештај | Поени: Хисенаголи 27 Скокови: Шима 15 Асистенције: Карај, Шима 4 |         | Хаф 23 три играча 6 Копонен 7 | Спортска хала Аслан Руси, Тирана Гледаоци: 500 |  |

| 5. септембар 2012 19:00 | Извештај | Финска                                              | 91 : 96 | Пољска                       | Ледена дворана Хелсинки, Хелсинки Гледаоци: 6.540 |  |
| 5. септембар 2012 19:00 | Извештај | Четвртине: 24-16, 26-27, 22-26, 19-27               |         |                              | Ледена дворана Хелсинки, Хелсинки Гледаоци: 6.540 |  |
| 5. септембар 2012 19:00 | Извештај | Поени: Ли 20 Скокови: Коти 6 Асистенције: Копонен 6 |         | Гортат 27 Гортат 21 Бериша 5 | Ледена дворана Хелсинки, Хелсинки Гледаоци: 6.540 |  |

| 5. септембар 2012 20:00 | Извештај | Швајцарска                                                    | 82 : 73 | Белгија                                              | Спортска дворана Сен Ленар, Фрибур/Фрајбург Гледаоци: 350 |  |
| 5. септембар 2012 20:00 | Извештај | Четвртине: 26-21, 19-16, 14-14, 23-22                         |         |                                                      | Спортска дворана Сен Ленар, Фрибур/Фрајбург Гледаоци: 350 |  |
| 5. септембар 2012 20:00 | Извештај | Поени: Петковић 25 Скокови: Дубас 9 Асистенције: три играча 3 |         | Беген, Табу-Ебома 17 ван Росом, Беген 5 пет играча 3 | Спортска дворана Сен Ленар, Фрибур/Фрајбург Гледаоци: 350 |  |

| 8. септембар 2012 20:15 | Извештај | Пољска                                                          | 89 : 59 | Албанија                 | Хала Глобус, Лублин Гледаоци: 4.000 |  |
| 8. септембар 2012 20:15 | Извештај | Четвртине: 18-19, 24-15, 20-8, 27-17                            |         |                          | Хала Глобус, Лублин Гледаоци: 4.000 |  |
| 8. септембар 2012 20:15 | Извештај | Поени: Гортат 18 Скокови: Гортат 10 Асистенције: Скибнијевски 7 |         | Ндоја 18 Шима 11 Карај 4 | Хала Глобус, Лублин Гледаоци: 4.000 |  |

| 8. септембар 2012 20:30 | Извештај | Белгија                                                         | 71 : 68 | Финска                          | Лото арена, Антверпен Гледаоци: 3.200 |  |
| 8. септембар 2012 20:30 | Извештај | Четвртине: 19-28, 25-10, 15-8, 12-22                            |         |                                 | Лото арена, Антверпен Гледаоци: 3.200 |  |
| 8. септембар 2012 20:30 | Извештај | Поени: Мукубу 20 Скокови: Беген, де Зеув 7 Асистенције: Беген 3 |         | Копонен 22 Каунисто 9 Копонен 4 | Лото арена, Антверпен Гледаоци: 3.200 |  |

| 11. септембар 2012. 19:00 | Извештај | Финска                                               | 84 : 77 | Швајцарска                     | Ледена дворана Хелсинки, Хелсинки Гледаоци: 4.431 |  |
| 11. септембар 2012. 19:00 | Извештај | Четвртине: 13-19, 28-21, 14-19, 29-18                |         |                                | Ледена дворана Хелсинки, Хелсинки Гледаоци: 4.431 |  |
| 11. септембар 2012. 19:00 | Извештај | Поени: Копонен 24 Скокови: Ли 7 Асистенције: Салин 5 |         | Млађан 23 Дубас 13 Стокалпер 5 | Ледена дворана Хелсинки, Хелсинки Гледаоци: 4.431 |  |

| 11. септембар 2012. 20:30 | Извештај | Албанија                                             | 46 : 82 | Белгија                            | Спортска хала Аслан Руси, Тирана Гледаоци: 100 |  |
| 11. септембар 2012. 20:30 | Извештај | Четвртине: 11-21, 13-20, 17-22, 5-19                 |         |                                    | Спортска хала Аслан Руси, Тирана Гледаоци: 100 |  |
| 11. септембар 2012. 20:30 | Извештај | Поени: Ндоја 14 Скокови: Шима 9 Асистенције: Карај 3 |         | де Зеув 20 де Зеув 10 Табу-Ебома 5 | Спортска хала Аслан Руси, Тирана Гледаоци: 100 |  |

| Табела групе Е | ОУ | П | ПО | КД  | КП  | КР   | Бод | Тај-брејк |
| -------------- | -- | - | -- | --- | --- | ---- | --- | --------- |
| Пољска         | 8  | 6 | 2  | 704 | 568 | +136 | 14  | 1-1 (+3)  |
| Финска         | 8  | 6 | 2  | 717 | 572 | +145 | 14  | 1-1 (-3)  |
| Белгија        | 8  | 5 | 3  | 618 | 545 | +73  | 13  |           |
| Швајцарска     | 8  | 3 | 5  | 570 | 670 | -100 | 11  |           |
| Албанија       | 8  | 0 | 8  | 495 | 749 | −254 | 8   |           |

### Група Ф
Све сатнице су дате по локалном времену
| 15. август 2012. 19:30 | Извештај | Белорусија                                                     | 65 : 73 | Чешка                            | Палата спортова, Минск Гледаоци: 1.600 |  |
| 15. август 2012. 19:30 | Извештај | Четвртине: 18-19, 12-20, 23-14, 12-20                          |         |                                  | Палата спортова, Минск Гледаоци: 1.600 |  |
| 15. август 2012. 19:30 | Извештај | Поени: Кудравцев 16 Скокови: Уљанко 9 Асистенције: Кудравцев 4 |         | Јелинек 16 Бартон 9 Саторански 9 | Палата спортова, Минск Гледаоци: 1.600 |  |

| 15. август 2012. 20:30 | Извештај | Италија                                                         | 97 : 45 | Португалија                        | Спортска хала Серадимњи - Сасари, Сасари Гледаоци: 2.212 |  |
| 15. август 2012. 20:30 | Извештај | Четвртине: 24-7, 26-13, 25-9, 22-16                             |         |                                    | Спортска хала Серадимњи - Сасари, Сасари Гледаоци: 2.212 |  |
| 15. август 2012. 20:30 | Извештај | Поени: Арадори 21 Скокови: Галинари 9 Асистенције: пет играча 3 |         | Гомес 9 Гомес 8 Мињава, Оливеира 2 | Спортска хала Серадимњи - Сасари, Сасари Гледаоци: 2.212 |  |

| 18. август 2012. 20:00 | Извештај | Турска                                                  | 77 : 74 | Белорусија                        | Анкара арена, Анкара Гледаоци: 4.573 |  |
| 18. август 2012. 20:00 | Извештај | Четвртине: 19-18, 17-18, 24-12, 17-26                   |         |                                   | Анкара арена, Анкара Гледаоци: 4.573 |  |
| 18. август 2012. 20:00 | Извештај | Поени: Ерден 20 Скокови: Ерден 6 Асистенције: Прелџић 5 |         | Кудравцев 21 Уљанко 5 Кудравцев 5 | Анкара арена, Анкара Гледаоци: 4.573 |  |

| 18. август 2012. 20:30 | Извештај | Чешка                                                        | 53 : 63 | Италија                            | Градска спортска хала, Хомутов Гледаоци: 1.735 |  |
| 18. август 2012. 20:30 | Извештај | Четвртине: 19-17, 10-18, 8-9, 16-19                          |         |                                    | Градска спортска хала, Хомутов Гледаоци: 1.735 |  |
| 18. август 2012. 20:30 | Извештај | Поени: Хоушка 14 Скокови: Хоушка 8 Асистенције: Саторански 5 |         | Галинари 13 Чинчарини 8 Галинари 3 | Градска спортска хала, Хомутов Гледаоци: 1.735 |  |

| 21. август 2012. 20:30 | Извештај | Италија                                                            | 78 : 69 | Турска                                 | Спортска хала Серадимњи - Сасари, Сасари Гледаоци: 4.000 |  |
| 21. август 2012. 20:30 | Извештај | Четвртине: 14-18, 18-18, 19-19, 27-14                              |         |                                        | Спортска хала Серадимњи - Сасари, Сасари Гледаоци: 4.000 |  |
| 21. август 2012. 20:30 | Извештај | Поени: Датоме 23 Скокови: Галинари 11 Асистенције: Датоме, Хакет 3 |         | Прелџић, Караман 14 Ерден 10 Прелџић 4 | Спортска хала Серадимњи - Сасари, Сасари Гледаоци: 4.000 |  |

| 21. август 2012. 20:30 | Извештај | Португалија                                           | 67 : 74 | Чешка                               | Спортски комплекс града Алмаде, Феижо Гледаоци: 1.500 |  |
| 21. август 2012. 20:30 | Извештај | Четвртине: 10-24, 24-19, 12-15, 21-16                 |         |                                     | Спортски комплекс града Алмаде, Феижо Гледаоци: 1.500 |  |
| 21. август 2012. 20:30 | Извештај | Поени: Силва 20 Скокови: Куња 7 Асистенције: Барозо 5 |         | Бенда 18 Саторански 10 Саторански 9 | Спортски комплекс града Алмаде, Феижо Гледаоци: 1.500 |  |

| 24. август 2012. 19:30 | Извештај | Белорусија                                                             | 63 : 84 | Италија                               | Палата спортова, Минск Гледаоци: 1.600 |  |
| 24. август 2012. 19:30 | Извештај | Четвртине: 16-22, 17-17, 10-19, 20-26                                  |         |                                       | Палата спортова, Минск Гледаоци: 1.600 |  |
| 24. август 2012. 19:30 | Извештај | Поени: Кудравцев 19 Скокови: Тростинецкиј 5 Асистенције: Параховскиј 5 |         | Датоме 22 Кузин, Датоме 6 Чинчарини 4 | Палата спортова, Минск Гледаоци: 1.600 |  |

| 24. август 2012. 20:00 | Извештај | Турска                                                   | 74 : 62 | Португалија                     | Анкара арена, Анкара Гледаоци: 9.780 |  |
| 24. август 2012. 20:00 | Извештај | Четвртине: 17-17, 25-14, 20-16, 12-15                    |         |                                 | Анкара арена, Анкара Гледаоци: 9.780 |  |
| 24. август 2012. 20:00 | Извештај | Поени: Ерден 19 Скокови: Караман 7 Асистенције: Арслан 6 |         | Гомес 19 Фонсека 10 Фернандес 3 | Анкара арена, Анкара Гледаоци: 9.780 |  |

| 27. август 2012. 20:15 | Извештај | Чешка                                                                   | 82 : 64 | Турска                             | Градска спортска хала, Хомутов Гледаоци: 2.200 |  |
| 27. август 2012. 20:15 | Извештај | Четвртине: 21-19, 14-11, 22-18, 25-16                                   |         |                                    | Градска спортска хала, Хомутов Гледаоци: 2.200 |  |
| 27. август 2012. 20:15 | Извештај | Поени: Саторански 16 Скокови: Бенда 10 Асистенције: Бенда, Саторански 5 |         | Ерден, Гонлум 13 Ерден 7 Прелџић 6 | Градска спортска хала, Хомутов Гледаоци: 2.200 |  |

| 27. август 2012. 20:30 | Извештај | Португалија                                                   | 75 : 82 | Белорусија                             | Спортска хала Фафе, Фафе Гледаоци: 500 |  |
| 27. август 2012. 20:30 | Извештај | Четвртине: 15-28, 22-16, 20-14, 18-24                         |         |                                        | Спортска хала Фафе, Фафе Гледаоци: 500 |  |
| 27. август 2012. 20:30 | Извештај | Поени: Фернандес 19 Скокови: Гомес 7 Асистенције: Фернандес 4 |         | Параховскиј 19 Кудравцев 6 Кудравцев 9 | Спортска хала Фафе, Фафе Гледаоци: 500 |  |

| 30. август 2012. 17:45 | Извештај | Чешка                                                   | 79 : 72 | Белорусија                                       | Градска спортска хала, Хомутов Гледаоци: 1.850 |  |
| 30. август 2012. 17:45 | Извештај | Четвртине: 16-26, 15-10, 26-16, 22-21                   |         |                                                  | Градска спортска хала, Хомутов Гледаоци: 1.850 |  |
| 30. август 2012. 17:45 | Извештај | Поени: Бартон 23 Скокови: Бартон 10 Асистенције: Велш 9 |         | Параховскиј 15 Коршук, Параховскиј 6 Кудравцев 6 | Градска спортска хала, Хомутов Гледаоци: 1.850 |  |

| 30. август 2012. 20:30 | Извештај | Португалија                                                 | 70 : 82 | Италија                              | Вишенаменски павиљон Коимбра, Коимбра Гледаоци: 500 |  |
| 30. август 2012. 20:30 | Извештај | Четвртине: 9-22, 10-16, 23-21, 28-23                        |         |                                      | Вишенаменски павиљон Коимбра, Коимбра Гледаоци: 500 |  |
| 30. август 2012. 20:30 | Извештај | Поени: Гомес 22 Скокови: Гомес 10 Асистенције: три играча 3 |         | Галинари 18 Датоме 6 четири играча 2 | Вишенаменски павиљон Коимбра, Коимбра Гледаоци: 500 |  |

| 2. септембар 2012. 19:30 | Извештај | Белорусија                                                                        | 62 : 91 | Турска                     | Палата спортова, Минск Гледаоци: 2.500 |  |
| 2. септембар 2012. 19:30 | Извештај | Четвртине: 15-25, 14-24, 23-20, 10-22                                             |         |                            | Палата спортова, Минск Гледаоци: 2.500 |  |
| 2. септембар 2012. 19:30 | Извештај | Поени: Параховскиј, Кудравцев 18 Скокови: Параховскиј 6 Асистенције: три играча 3 |         | Ерден 20 Ерден 9 Прелџић 8 | Палата спортова, Минск Гледаоци: 2.500 |  |

| 2. септембар 2012. 20:30 | Извештај | Италија                                                       | 68 : 56 | Чешка                   | Спортска хала Трст, Трст Гледаоци: 4.000 |  |
| 2. септембар 2012. 20:30 | Извештај | Четвртине: 20-14, 22-12, 15-12, 11-18                         |         |                         | Спортска хала Трст, Трст Гледаоци: 4.000 |  |
| 2. септембар 2012. 20:30 | Извештај | Поени: Арадори 14 Скокови: Арадори 6 Асистенције: Манчинели 4 |         | Бенда 12 Бенда 9 Велш 5 | Спортска хала Трст, Трст Гледаоци: 4.000 |  |

| 5. септембар 2012. 20:00 | Извештај | Турска                                                 | 82 : 83 | Италија                            | Спортска хала Кадир Хас, Кајсери Гледаоци: 6.250 |  |
| 5. септембар 2012. 20:00 | Извештај | Четвртине: 21-17, 23-14, 18-25, 20-27                  |         |                                    | Спортска хала Кадир Хас, Кајсери Гледаоци: 6.250 |  |
| 5. септембар 2012. 20:00 | Извештај | Поени: Ерден 14 Скокови: Ерден 6 Асистенције: Арслан 5 |         | Галинари 19 Галинари 6 Чинчарини 3 | Спортска хала Кадир Хас, Кајсери Гледаоци: 6.250 |  |

| 5. септембар 2012. 20:00 | Извештај | Чешка                                                          | 90 : 71 | Португалија                  | Градска спортска хала, Хомутов Гледаоци: 2.000 |  |
| 5. септембар 2012. 20:00 | Извештај | Четвртине: 21-24, 32-12, 13-19, 24-16                          |         |                              | Градска спортска хала, Хомутов Гледаоци: 2.000 |  |
| 5. септембар 2012. 20:00 | Извештај | Поени: Јелинек 25 Скокови: Беда 6 Асистенције: Пумпрла, Велш 6 |         | Сантос 19 Куња 8 Фернандес 7 | Градска спортска хала, Хомутов Гледаоци: 2.000 |  |

| 8. септембар 2012. 20:30 | Извештај | Португалија                                                          | 69 : 79 | Турска                         | Вишенаменски павиљон Коимбра, Коимбра Гледаоци: 600 |  |
| 8. септембар 2012. 20:30 | Извештај | Четвртине: 21-17, 10-18, 21-12, 17-32                                |         |                                | Вишенаменски павиљон Коимбра, Коимбра Гледаоци: 600 |  |
| 8. септембар 2012. 20:30 | Извештај | Поени: Фонсека 20 Скокови: Фонсека, Гомес 8 Асистенције: Фернандес 6 |         | Караман 21 Караман 11 Балбај 4 | Вишенаменски павиљон Коимбра, Коимбра Гледаоци: 600 |  |

| 8. септембар 2012. 20:30 | Извештај | Италија                                                          | 83 : 58 | Белорусија                                         | Спортска хала Трст, Трст Гледаоци: 4.000 |  |
| 8. септембар 2012. 20:30 | Извештај | Четвртине: 23-15, 25-17, 16-12, 19-14                            |         |                                                    | Спортска хала Трст, Трст Гледаоци: 4.000 |  |
| 8. септембар 2012. 20:30 | Извештај | Поени: Галинари 16 Скокови: Галинари 12 Асистенције: Чинчарини 4 |         | Кудравцев 12 Коршук, Тростинецкиј 5 Тростинецкиј 6 | Спортска хала Трст, Трст Гледаоци: 4.000 |  |

| 11. септембар 2012. 19:30 | Извештај | Белорусија                                                          | 77 : 64 | Португалија                                  | Палата спортова, Минск Гледаоци: 1.100 |  |
| 11. септембар 2012. 19:30 | Извештај | Четвртине: 21-15, 17-17, 16-19, 23-13                               |         |                                              | Палата спортова, Минск Гледаоци: 1.100 |  |
| 11. септембар 2012. 19:30 | Извештај | Поени: Пустохвар 21 Скокови: Параховскиј 8 Асистенције: Кудравцев 9 |         | Клаудио Фонсека 22 три играча 8 Фернандес 10 | Палата спортова, Минск Гледаоци: 1.100 |  |

| 11. септембар 2012. 20:30 | Извештај | Турска                                                   | 81 : 58 | Чешка                                | Улкер спортска арена, Истанбул Гледаоци: 9.340 |  |
| 11. септембар 2012. 20:30 | Извештај | Четвртине: 25-17, 19-9, 21-14, 16-18                     |         |                                      | Улкер спортска арена, Истанбул Гледаоци: 9.340 |  |
| 11. септембар 2012. 20:30 | Извештај | Поени: Ерден 21 Скокови: Ерден 11 Асистенције: Прелџић 6 |         | Саторански 15 три играча 6 Пумпрла 3 | Улкер спортска арена, Истанбул Гледаоци: 9.340 |  |

| Табела групе Ф | ОУ | П | ПО | КД  | КП  | КР   | Бод | Тај-брејк |
| -------------- | -- | - | -- | --- | --- | ---- | --- | --------- |
| Италија        | 8  | 8 | 0  | 638 | 496 | +142 | 16  |           |
| Турска         | 8  | 5 | 3  | 617 | 568 | +49  | 13  | 1-1 (+5)  |
| Чешка          | 8  | 5 | 3  | 565 | 551 | +14  | 13  | 1-1 (-5)  |
| Белорусија     | 8  | 2 | 6  | 553 | 626 | -73  | 10  |           |
| Португалија    | 8  | 0 | 8  | 523 | 655 | −132 | 8   |           |

### Ранг трећепласираних тимова
Четири најбоље трећепласиране репрезентације из свих група квалификовале су се на Европско првенство. Зато што неке групе имају 5 а неке 6 тимова, коришћен је проценат победа.
| Репрезентације | ОУ | П | ПО | КД  | КП  | Г. пр. | Пр.  |
| -------------- | -- | - | -- | --- | --- | ------ | ---- |
| Белгија        | 8  | 5 | 3  | 618 | 545 | 1.133  | .625 |
| Летонија       | 8  | 5 | 3  | 655 | 584 | 1.121  | .625 |
| Чешка          | 8  | 5 | 3  | 565 | 551 | 1.025  | .625 |
| Србија         | 10 | 6 | 4  | 846 | 721 | 1.173  | .600 |
| Бугарска       | 8  | 4 | 4  | 669 | 647 | 1.034  | .500 |
| Аустрија       | 8  | 3 | 5  | 601 | 589 | 1.020  | .375 |